# Encrasicholina oligobranchus
Encrasicholina oligobranchus is een straalvinnige vis uit de familie van ansjovissen (Engraulidae) en behoort derhalve tot de orde van haringachtigen (Clupeiformes). De vis kan een lengte bereiken van 6 cm.

## Leefomgeving
Encrasicholina oligobranchus is een zoutwatervis. De vis prefereert een tropisch klimaat en leeft hoofdzakelijk in de Grote Oceaan.

## Relatie tot de mens
Encrasicholina oligobranchus is voor de visserij van geen belang. In de hengelsport wordt er weinig op de vis gejaagd.